# St. Marien (Abtswind)

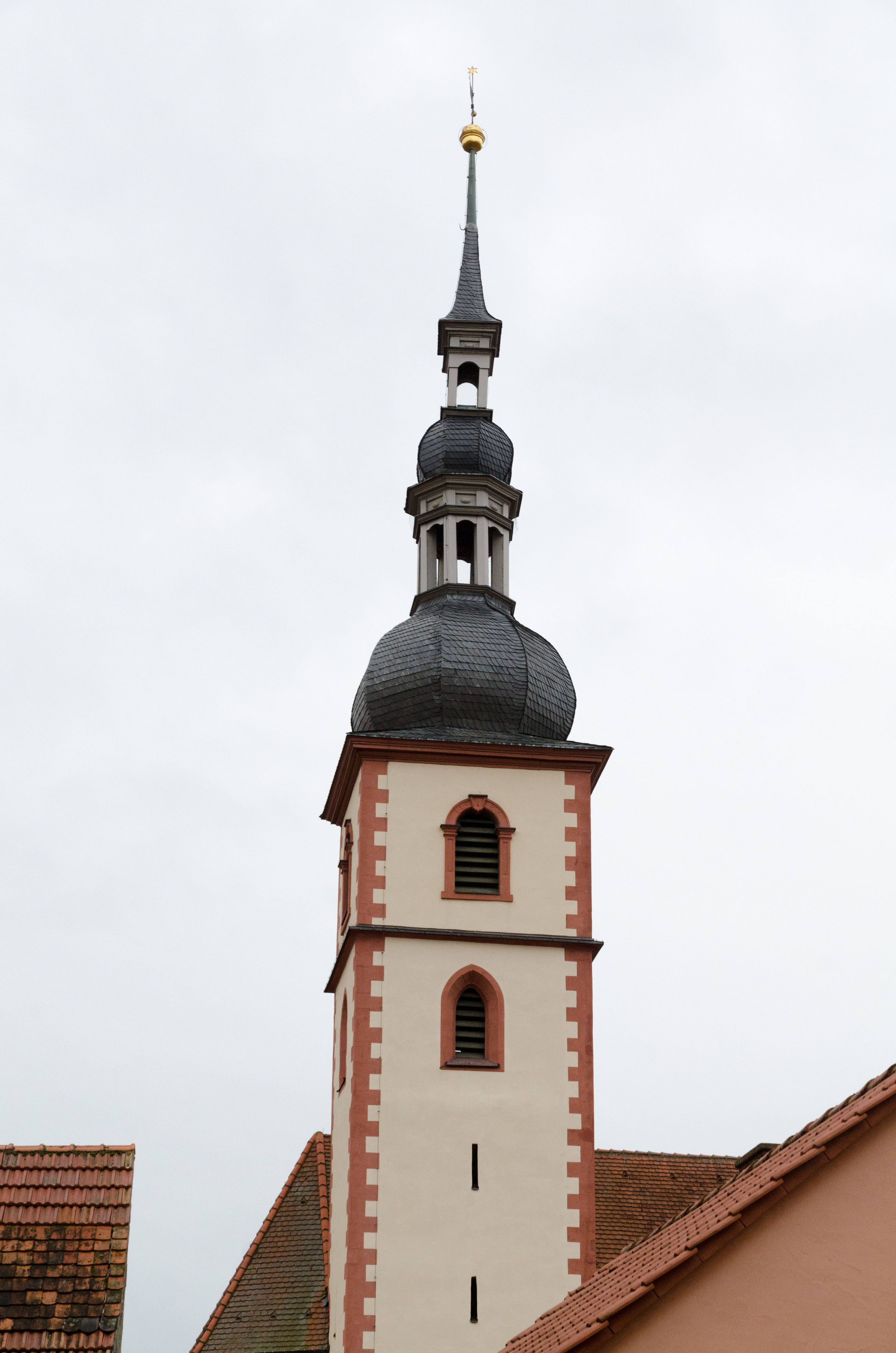
Die Kirche in Abtswind

Die Pfarrkirche St. Marien im unterfränkischen Abtswind ist der Mittelpunkt der dortigen, evangelisch-lutherischen Kirchengemeinde, die dem Dekanat Castell zugehörig ist.

## Geschichte
Die Geschichte einer christlichen Gemeinde in Abtswind begann bereits im 7. nachchristlichen Jahrhundert. Zu diesem Zeitpunkt, so berichten die Sagen, soll der Frankenapostel Kilian in einer nahen Ursiedlung gepredigt und getauft haben. Am Ort, wo dies geschehen sein soll, errichtete man eine kleine Kapelle, die man dem heiligen Erzengel Michael widmete. Um das kleine Gotteshaus entstand bald darauf die Siedlung Kleinabtswind.
Großabtswind, die Nachbarsiedlung tauchte erst im Jahr 819 in den Quellen auf. Zu diesem Zeitpunkt hatte das Kloster Münsterschwarzach das Lehensrecht im Ort, die Grafen von Castell besaßen die Vogtei. Auch dort entstand eine kleine Kirche für die Gläubigen. Die Mönche des nahegelegenen Klosters forcierten dort bald die Erhebung zur Pfarrei, was ihnen vor 1364 auch gelang. Die Lage der ursprünglichen Kirche ist umstritten.
Die Kapelle St. Michael im Nachbarort wurde 1364 aus der Pfarrei Rüdenhausen ausgepfarrt und der Nachbargemeinde Großabtswind zugeschlagen. Die so vergrößerte Kirchengemeinde begann bald darauf auch ein neues, repräsentativeres Kirchengebäude zu errichten. In der ersten Hälfte des 15. Jahrhunderts entstand der Vorgängerbau der heutigen Kirche im Stile der Gotik. Damals war der Bau der Gottesmutter Maria geweiht.

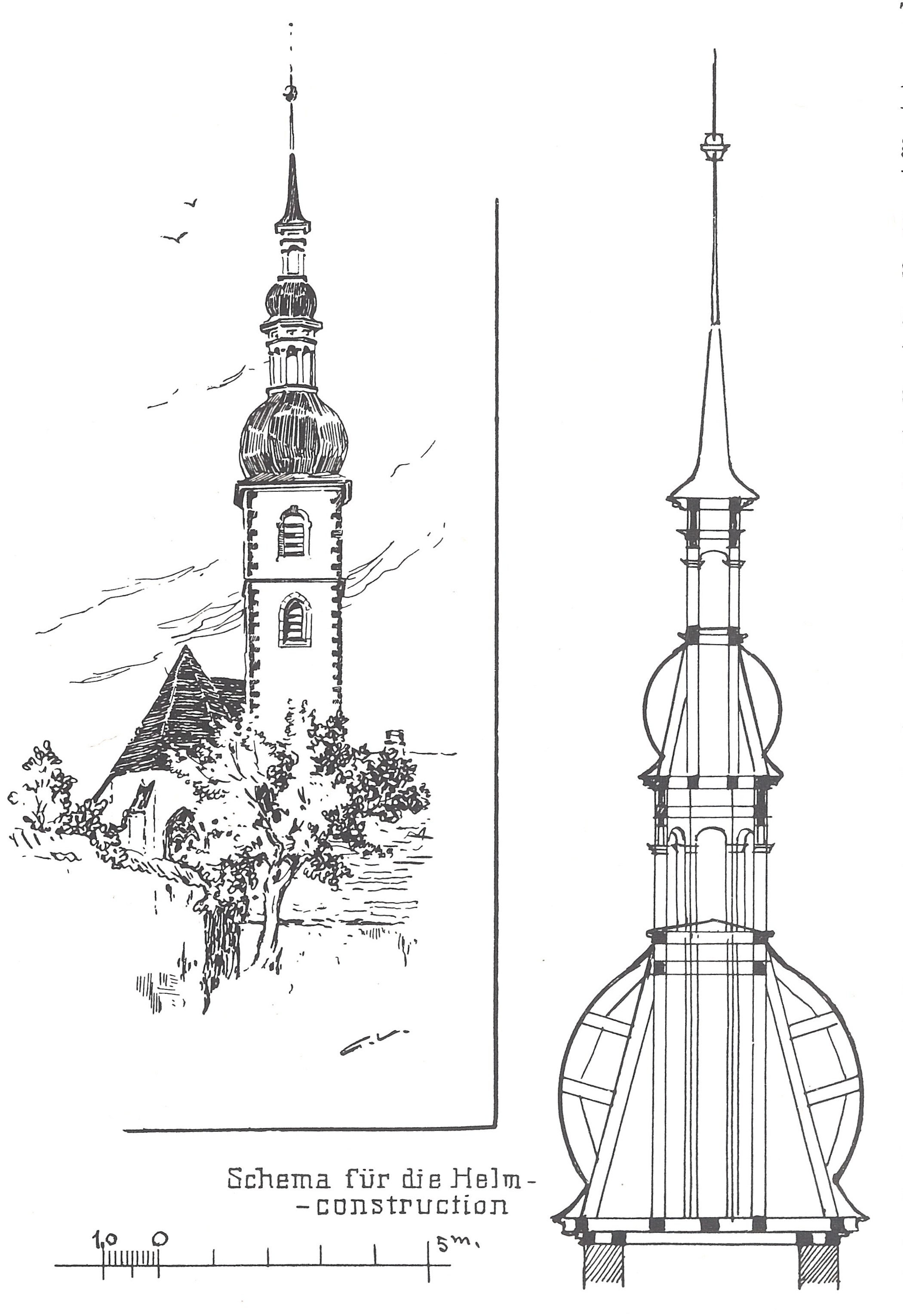
Schnitt des Helms der Pfarrkirche

Im 16. Jahrhundert war die Gemeinde einigen Veränderungen ausgesetzt. Zunächst übernahm die Gemeinde im Jahr 1525 selbst das Kirchenpatronat über die Kirche, da sich die Fuchs von Dornheim, die damaligen Dorfherren, aus dieser Verantwortung zurückzogen. In der Mitte des Jahrhunderts, 1546, begann die Reformation im Dorf Fuß zu fassen. Unter dem Einfluss der Grafen von Castell, sie hatten die Dorfherrschaft an die Fuchs entlehnt, wurde Abtswind, mittlerweile ein Dorf, im Jahr 1559 endgültig evangelisch.
Im ausgehenden Mittelalter wurden in Abtswind auch mehrere Hexen verbrannt. Für das Jahr 1617 sind insgesamt 29 Personen, zumeist Frauen, den Hexenprozessen zum Opfer gefallen. Der Dreißigjährige Krieg verschonte auch Abtswind nicht. Im Zuge der vielen Durchzüge fremder Heere wurde die Bevölkerung dezimiert, die Kirche verfiel. Auch das Kirchenpatronat musste das Dorf an die Grafen von Castell abgeben, die es bis ins Jahr 1969 innehatten.
Nach dem Krieg forcierte man den Wiederaufbau der Kirche. Lediglich der alte Chor blieb erhalten, während Langhaus und Turm gegen Ende des 17. Jahrhunderts neu aufgebaut wurden. Im 18. Jahrhundert erfolgte ein Bevölkerungszuwachs, als die Gemeinde mehrere verfolgte Evangelische aus dem Salzburger Land im Ort aufnahm. Später wirkte dort mit dem Schneidermeister Wolfgang Mümpfer ein Neu-Pietist, der im Ort die Landeskirchliche Gemeinschaft gründete.
Die Kriege des 20. Jahrhunderts verschonten die Kirche weitgehend. In der zweiten Hälfte des Jahrhunderts mussten dennoch Sicherungen am Baubestand vorgenommen werden. Im Jahr 1974 führte man deshalb eine umfassende Außenrenovierung durch. Ihr folgte in den Jahren 1987/1988 eine große Innenrenovierung. Das Bayerische Landesamt für Denkmalpflege ordnet die Kirche heute als Baudenkmal ein. Untertägige Reste von Vorgängerbauten sind als Bodendenkmal eingetragen. Daneben ist die Kirche ein wichtiger Teil des Ensembles Hauptstraße.

## Architektur
Die Kirche ist eine spätgotische Saalkirche mit einem eingezogenen Chor. Sie ist geostet mit einem Turm im Norden. Der Bau ist eine sehr kompakte Anlage. Er wird durch mehrere Rechteckfenster mit geohrten Rahmungen beleuchtet. Zwei Portale, ebenfalls mit geohrten Rechteckrahmen, führen ins Kircheninnere. Auf der Südseite befindet sich ein steinernes Treppenhaus für den Aufgang zu den Emporen.
Innen hat die Kirche eine Flachdecke. Lediglich der Chor besitzt ein Kreuzrippengewölbe. Der Turm hat eine Höhe von 47 Metern und fünf Geschosse. Die unteren Geschosse sind nur mit Schießscharten versehen, das vierte Geschoss hat Spitzbogenfenster mit Schallarkaden. Im obersten Geschoss, das durch ein Gesims auch nach außen hin kenntlich ist, sind Rundbogenfenster angebracht. Eine welsche Haube mit doppelter Laterne schließt den Turm nach oben ab.

## Ausstattung

### Flügelaltar

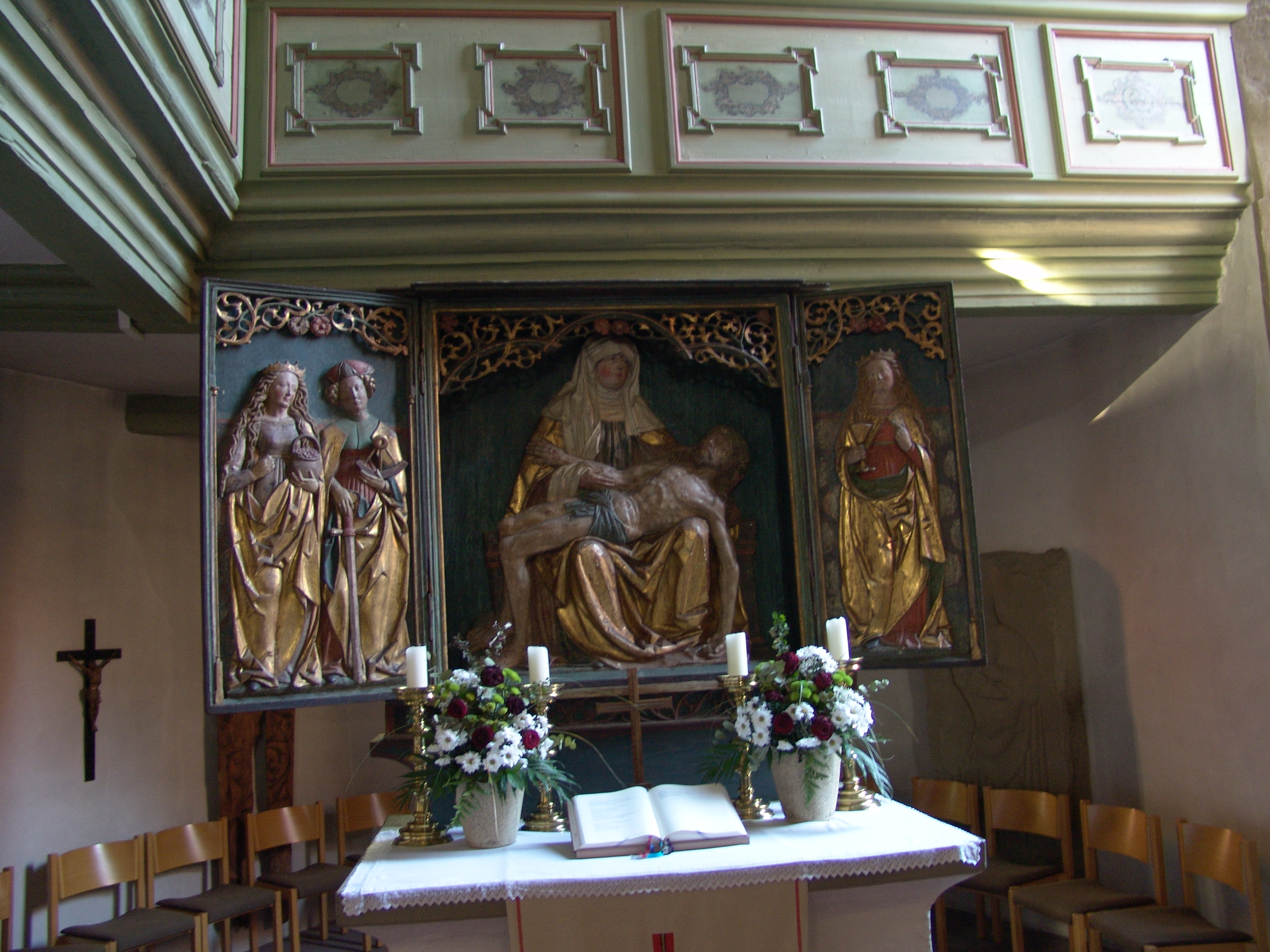
Der aufgeschlagene Flügelaltar

Wichtigstes Ausstattungsobjekt der Kirche ist der gotische Flügelaltar. Er wird als bedeutendes Kunstwerk des Umlandes beschrieben und kam zusammen mit zwei weiteren, ähnlichen Altären um 1500 in die Kirche. Der Erbauer ist umstritten. Während einige Wissenschaftler den Altar dem sogenannten Marthameister aus Nürnberg zuschreiben, gehen andere von einem Bamberger Meister aus. Die Tafelbilder der Außenseite werden der Schule Michael Wolgemuts zugeordnet.
Im Mittelschrein stellt ein Hochrelief die sitzende schmerzhafte Gottesmutter mit dem verstorbenen Jesus auf ihrem Schoß dar. Diesem Bild wird ein höherer künstlerischer Wert attestiert als den beiden Flügelbildern. Beide Seitenflügel sind ungleich groß, rechts ist auf einem Flachrelief die heilige Barbara mit ihren Attributen Krone und Kelch zu erkennen, während links Dorothea und Katharina dargestellt sind. Oben wurde Distelornament angebracht.
Im geschlossenen Zustand sind die Tafelbilder aus dem Marienleben sichtbar. In bunten Farben sind die Verkündigung, die Heimsuchung Mariens, die Anbetung des Kindes durch die Weisen und die Erscheinung des Auferstandenen gemalt. Seit der letzten Renovierung sind wieder die Originalfarben angebracht. Der Altar ist unvollständig, Gesprenge und  Predella sind nicht erhalten.

### Weitere Ausstattung
Die Orgel mit dem Prospekt aus dem Jahr 1705 befindet sich oberhalb des Flügelaltars im Chor. Hinter dem Altar steht im Chor ein Epitaph mit einer fast lebensgroßen Darstellung einer Frau. Am rechten Chorbogen hängt die schlichte, steinerne Kanzel, deren Korpus die Jahreszahl 1573 in römischen Ziffern trägt. Daneben weisen ein Kelches und eine Schlange auf die Benedictuslegende hin.
Vor dem linken Chorbogen befindet sich der schlichte Taufstein. Um 1705 brachte man auf drei Seiten des Langhauses doppelgeschossige Holzemporen an. Eine Chorempore umspannt zwei Seiten des Chores. Seit der letzten Renovierung ist die Sakramentsnische im Chor wieder geöffnet.